# Spargania randallae
Spargania randallae är en fjärilsart som beskrevs av Sperry 1951. Spargania randallae ingår i släktet Spargania och familjen mätare. Inga underarter finns listade i Catalogue of Life.